# 비룡초등학교 (경기)
비룡초등학교(飛龍初等學校)는 대한민국 경기도 안성시에 있는 공립 초등학교이다.

## 학교 연혁
- 1994. 03. 01 비룡초등학교 인가, 개교(14학급)
- 1995. 03. 06 병설유치원 인가